# 1429-й гвардейский мотострелковый полк
1429-й гвардейский мотострелковый полк (1429 мсп) — тактическое формирование Сухопутных войск Российской Федерации.

## История
Сформирован Военным учебно-научным центром Сухопутных войск на базе 4 танковой дивизии осенью 2022 года из мобилизованных жителей Москвы и Московской области.
Летом и осенью 2023 года полк занимался отражением украинского контрнаступления северо-восточнее села Работино в Запорожской области.
25 января 2024 года полку присвоено почётное наименование «гвардейский» за массовый героизм и отвагу, стойкость и мужество проявленные личным составом полка в боевых действиях по защите Отечества и государственных интересов в условиях вооружённых конфликтов.